# Avenida Paseo de la República
La avenida Paseo de la República, recientemente renombrada como Vía Expresa Luis Fernán Bedoya Reyes, y conocida popularmente como el Zanjón, es la vía más representativa de la ciudad de Lima, capital del Perú. Se extiende de noroeste a sur, y luego, de suroeste a sureste. Recorre los distritos de Lima, La Victoria, Lince, San Isidro, Surquillo, Miraflores, Barranco, Santiago de Surco y San Juan de Miraflores. El COSAC I del Metropolitano se extiende a lo largo de todo su recorrido como vía expresa, siendo una de las avenidas más anchas de la ciudad y del país.

## Historia

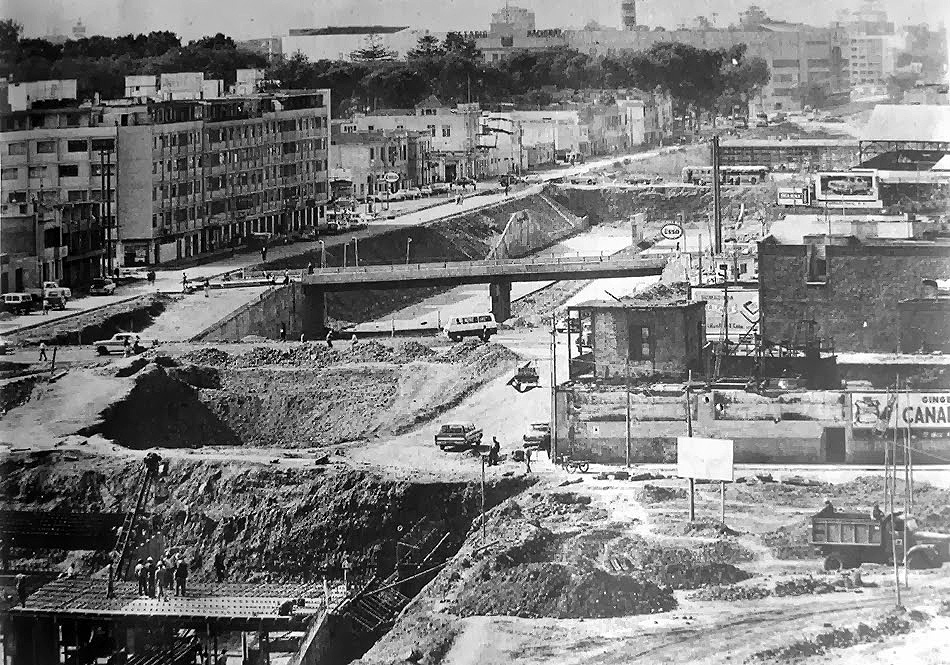
Construcción de la vía expresa en 1967.

### Antecedentes
En 1858, el presidente, Ramón Castilla, dispuso el tendido de una línea férrea que uniría Lima con el balneario de Chorrillos, uno de los preferidos por la alta sociedad limeña durante el siglo XIX. Luego, en 1868, cuando el presidente, José Balta, ordenó la demolición de las murallas de la ciudad, la línea férrea sirvió como patrón para el tendido de un camino. Con la construcción del Parque de la Exposición, vecino a este camino, se dispuso la construcción de la avenida que tomaría el nombre de Paseo de la República.
En su momento, el Paseo de la República fue la avenida más ancha de la ciudad de Lima y sirvió como marco para la proyección del barrio obrero de La Victoria que el mismo José Balta construyó. Posteriormente, a raíz del proceso de conurbación que experimentó la ciudad durante las primeras décadas del siglo XX, el Paseo de la República fue uniendo sucesivos distritos.

### Primera y segunda etapa

Uno de los autobuses articulados marca Ikarus de manufactura húngara, llamados coloquialmente «chachibuses», en la Vía Expresa Paseo de la República. Fueron adquiridos en 1973, siendo alcalde de Lima, Eduardo Dibós.

En 1966, el alcalde de Lima, Luis Bedoya Reyes, inició la construcción de la vía expresa, idea original visionaria de Benjamin Doig. Esta vía expresa contemplaba la construcción de una autopista a desnivel (una gran "zanja", por lo que, peyorativamente los miembros del partido aprista denominaron zanjón en sus inicios, por su escasa funcionalidad como parque automotor, y que luego quedó como uso coloquial) y es la primera vía expresa del país. No obstante, su nivel es irregular, por lo que hay zonas (como la colindante con el Estadio Nacional) donde se encuentra a la misma altura del suelo. Se dio la construcción de la primera etapa que comprendía desde la plaza Grau hasta la avenida Javier Prado Este, terminando poco después donde es actualmente la avenida Enrique Canaval y Moreyra, se culminó en 1968. El primer tramo, fue inaugurado el 1 de julio de 1967.
En 1969, se inició la construcción de la segunda etapa, y comprendía la construcción de los puentes Aramburú y Ricardo Palma, en el tramo desde el distrito de Miraflores hacia el distrito de Barranco.
Durante los años 1980, a las laderas de la Vía Expresa se añadieron jardines que son utilizados como paneles publicitarios a través del uso de plantas y flores de distintos colores. Asimismo, se confeccionaron murales a base de mosaicos, de los que algunos todavía se mantienen. En una de las salidas del cruce con la avenida Javier Prado Este, existía un mural a cargo del artista peruano, Fernando de Szyszlo, destruido en 1999 durante la construcción del Edificio Interbank.
En 2004, se construyó dos rampas de acceso hacia el puente de la avenida Canadá. En 2006, la Municipalidad de Lima inició la implementación de un sistema de autobús de tránsito rápido denominado Metropolitano. En 2007, se realizaron las construcciones por 10 meses para los nuevos paraderos de buses en el corredor sur. Hay 12 estaciones de este servicio en la vía expresa. Este tramo del Metropolitano se inauguró el 28 de julio de 2010.
En 2021, se cambió la denominación de la Vía Expresa Paseo de la República a Vía Expresa Luis Fernán Bedoya Reyes, en homenaje al alcalde iniciador del proyecto.
En 2022, se inauguró la restauración del mural creado por el artista, Ricardo Wiesse, entre 1990 y 1991.

## Ampliación
Siempre ha existido una tercera etapa proyectada, a través de la cual la vía expresa y la avenida misma se prolongaban hasta el distrito de San Juan de Miraflores; sin embargo, el proceso de conurbación de la ciudad truncó la realización de ese proyecto. Asimismo, existía el hecho de que esta proyección debía cruzar terrenos de la Base Aérea de la Fuerza Aérea del Perú ubicado en Las Palmas, distrito de Santiago de Surco.
El 3 de julio de 2012, la Municipalidad Metropolitana de Lima declaró de interés público la ampliación de la vía, siendo firmada el contrato el 8 de agosto de 2014. La construcción de la vía estaría a cargo del consorcio Vía Expresa Sur y demandaría una inversión de USD 230 millones, contando con 4.6 kilómetros de longitud, uniendo los distritos de Barranco, Santiago de Surco y San Juan de Miraflores. La construcción estaba prevista para ser terminada en 2018; sin embargo, nunca llegó a concretarse. 
En 2023, el alcalde de Lima, Rafael López-Aliaga, mostró interés en retomar la ampliación de la vía durante su gestión. El 17 de octubre de 2024, el Concejo Metropolitano de Lima, aprobó la Ordenanza que declara de interés metropolitano la intervención de la Prolongación de la Vía Expresa del Paseo de la República. El 25 de octubre de 2024, se inició la demolición de los predios ubicados en el trazado de la futura ampliación.
Durante la demolición, la Municipalidad de Santiago de Surco informó de que la Municipalidad de Lima había retirado zonas verdes, juegos infantiles y pistas deportivas como parte de las obras del consorcio Vía Expresa Sur. El Ministerio Público señaló que existe un «alto riesgo efectivo» de que la municipalidad metropolitana cometa delitos contra el patrimonio, como la perturbación de la posesión, la usurpación agravada, el daño simple y el daño agravado. La municipalidad continuó retirando locales comerciales que contaban con una orden judicial que los amparaba y suspendiendo eventos tras la demolición de una discoteca. Finalmente, se logró la medida cautelar para evitar más demoliciones de viviendas con títulos de propiedad en el distrito de San Juan de Miraflores. Para la última etapa, que comenzó en febrero de 2025, se establecieron cinco kilómetros de ruta por asfaltar, en los que se demolieron algunos terrenos más, como el de una capilla. Al mismo tiempo, se anunció la liberación total de los terrenos destinados a la construcción de la vía. Al mes siguiente, la Fiscalía Ambiental inició una investigación por la destrucción de parques para habilitar la vía.
El 10 de abril de 2025, la Municipalidad de Lima inauguró el asfalto total de las auxiliares de la vía hasta su cruce final en la carretera Panamericana Sur; sin embargo, servicios como la iluminación y la señalización de semáforos no se completaron en su totalidad, lo que trajo consigo recurrentes accidentes.
El 1 de agosto de 2025, se entregó el primer tramo de la Vía Expresa Sur.

## Estructura vial

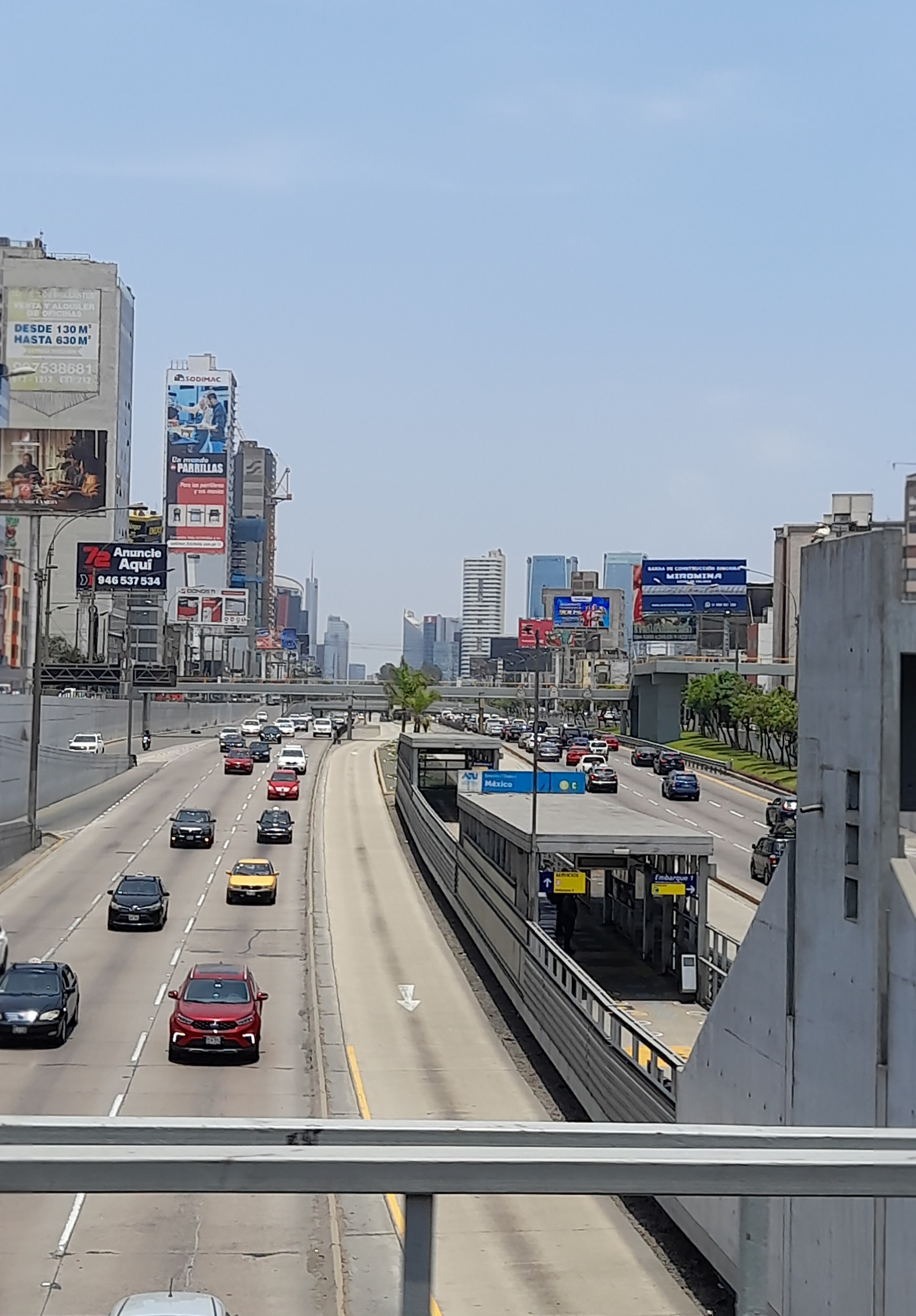
Estación México del Metropolitano, ubicado dentro de la vía expresa en 2023.

La Vía Expresa incluía 3 carriles de alta velocidad. Inicialmente y durante mucho tiempo, estos tres carriles tenían velocidades máximas progresivas, siendo el de la derecha el de menor velocidad máxima quedando fijada en 60 km/hora siendo la mínima de 50 km/h. El carril del medio tenía una velocidad mínima de 60 km/h y una máxima de 70. Finalmente, el carril izquierdo tenía una mínima de 70 km/h y una máxima de 80. Sin embargo, desde 2004, dichas velocidades fueron cambiadas, estableciéndose solamente una velocidad máxima de 80 km/h para todos los carriles. Asimismo, la autopista tiene 2 carriles para el transporte público en el que circulan exclusivamente buses. Estos dos carriles no se construyeron al mismo tiempo que la vía, debido a que se iba a esperar la buena pró para convertir esa parte de la arteria en una línea del Tren Urbano de Lima. 
El ingreso y salida de estos carriles para el transporte público desde el extremo norte se daban, en el caso del ingreso, a través de los carriles de transporte privado y, en el caso de la salida, mediante un puente inclinado que conectaba con el trazado urbano del distrito de La Victoria, demolido en 2007 para la construcción del Metropolitano. Adicionalmente, la avenida mantiene 2 carriles a cada lado de la vía expresa para el tránsito normal de vehículos. Estos carriles no son continuos, ya que se interrumpen en el cruce con la avenida México y la avenida Javier Prado Este.

### Ordenamiento de carriles
La siguiente lista muestra el ordenamiento de los carriles vehiculares de derecha a izquierda:
- 2 carriles de tránsito normal, con sentido de norte a sur.
- Jardines o rampas de acceso a la vía expresa, con sentido de norte a sur.
- 3 carriles de vía rápida, con sentido de norte a sur.
- 1 carril del COSAC I (Metropolitano), con sentido de norte a sur.
- 1 carril de aparcamiento del COSAC I (Metropolitano), con sentido de norte a sur (solo en estaciones).
- Berma central o estación del Metropolitano.
- 1 carril de aparcamiento del COSAC I (Metropolitano), con sentido de sur a norte (solo en estaciones).
- 1 carril del COSAC I (Metropolitano), con sentido de sur a norte.
- 3 carriles de vía rápida, con sentido de sur a norte.
- Jardines o rampas de salida de la vía expresa, con sentido de sur a norte.
- 2 carriles de tránsito normal, con sentido de sur a norte.

### Intersecciones a desnivel
La siguiente lista muestra los nombres de las avenidas o calles que cruzan la vía expresa a través de puentes o túneles:
- Av. Miguel Grau
- Av. 28 de Julio
- Av. Jaime Bausate y Meza
- Av. Isabel la Católica
- Av. Alejandro Tirado
- Av. Iquitos
- Av. México
- Av. Canadá
- Av. Javier Prado Este
- Ca. Coronel Andrés Reyes
- Av. Enrique Canaval y Moreyra
- Av. Andrés A. Aramburú
- Av. Domingo Orué
- Ca. Junín
- Av. Angamos Este
- Ca. González Prada
- Ca. Leoncio Prado
- Av. Ricardo Palma
- Ca. Ernesto Diez Canseco
- Ca. Schell
- Av. Alfredo Benavides
- Av. 28 de Julio
- Quebrada de Armendáriz

## Recorrido

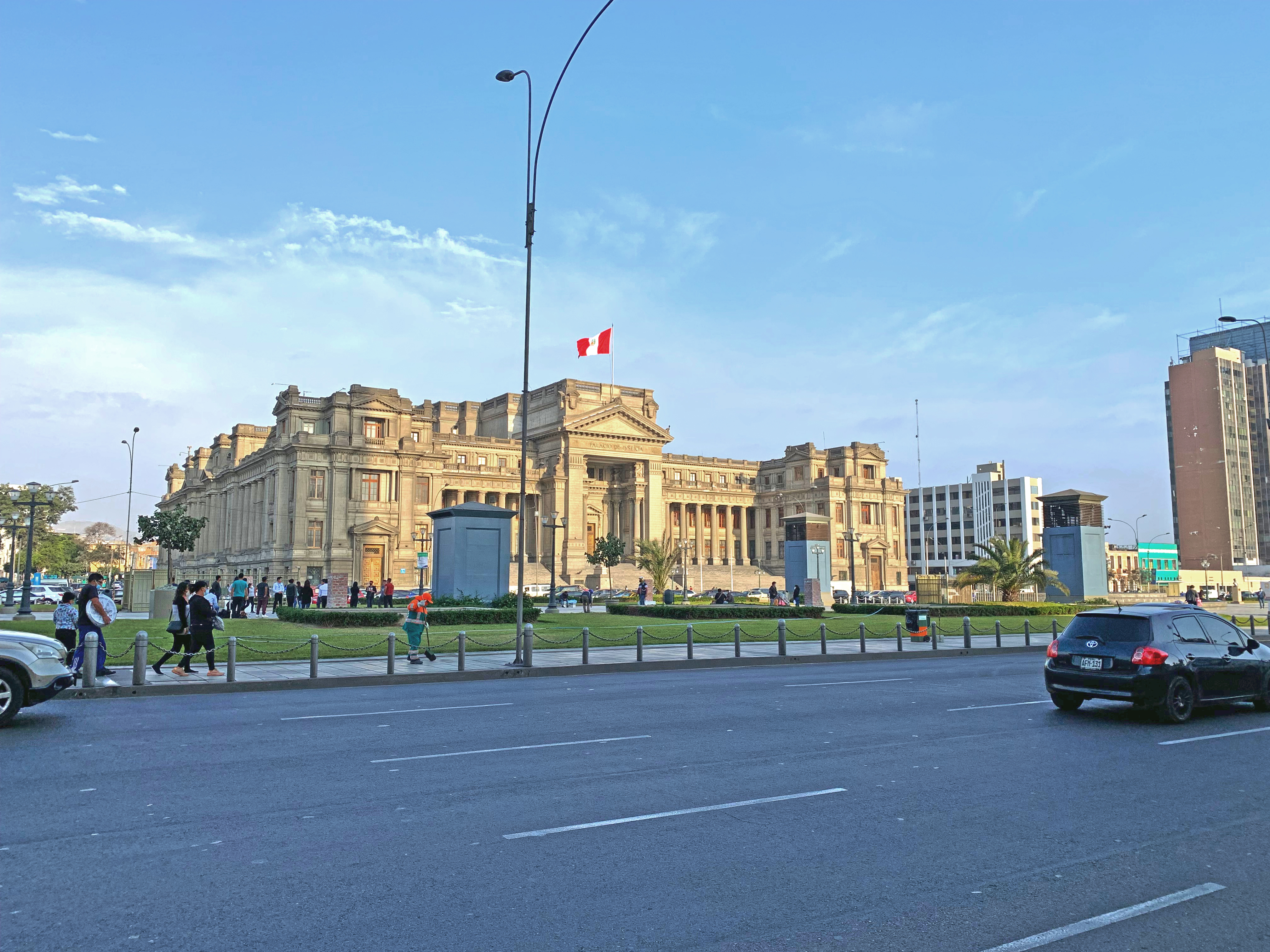
El Palacio de Justicia de Lima, sede del Poder Judicial, ubicado en la primera cuadra de la avenida.

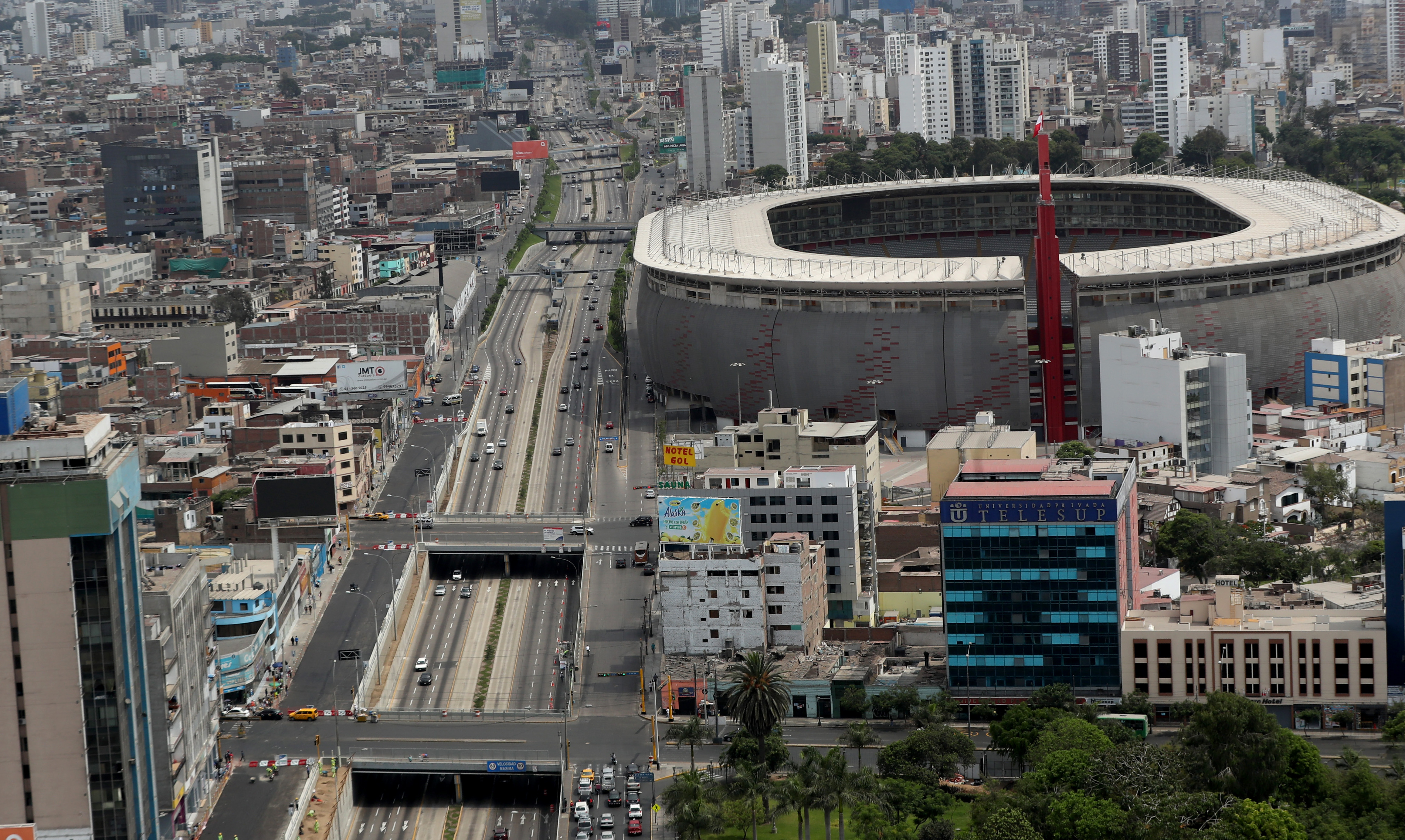
Vista aérea de la vía expresa.

### Distrito de Lima
Se inicia en las avenidas Bolivia y Franklin D. Roosevelt, frente al edificio Rímac, en el distrito de Lima. Sus primeras cuadras, son ocupadas por el Paseo de los Héroes Navales, frente al cual se ubica el Centro Cívico de Lima, la Estación Central del Metropolitano, el Sheraton Lima Hotel & Convention Center y el Palacio de Justicia. 

### Distrito de Lima / Distrito de La Victoria
Luego, en el cruce con la avenida Miguel Grau, se encuentra la Plaza Grau, después de la cual se da el inicio de la vía expresa. Al mismo tiempo, la vía pasa por medio de los distritos de Lima (lado occidente) y La Victoria (lado oriente). Al estar bajo el nivel del suelo, la autopista es cruzada por varios puentes, tanto peatonales como vehiculares. Al pasar la Plaza Grau, al lado oeste de la avenida, se encuentra el Parque de la Exposición, y a la altura de la cuadra 8, se ubica el Estadio Nacional del Perú, trecho en el cual la autopista se eleva hasta estar a nivel del suelo. En su vereda oriental, se aglomeran varias estaciones terminales de empresas de servicio de transporte interprovincial. El primer puente vehicular que cruza la vía expresa es el de la avenida 28 de Julio, la cual se ubica inmediatamente antes del estadio, en la avenida Jaime Bausate y Meza. En el lado occidental de la avenida, se presenta el Parque de la Reserva. Luego del Parque de la Reserva, la vía expresa inicia sus carriles de transporte público. De todas las avenidas que cruzan la vía expresa, sólo 9 sirven de paradero de buses. La primera de ellas, es la avenida México, que a su vez es el único puente cuyos carriles se encuentran divididos, haciendo no 1 sino 2 puentes (uno de ida y otro de vuelta). Asimismo, en el cruce con el jirón Manuel Ascencio Segura (lado occidente), la vía pasa por el distrito de Lince.

### Distrito de Lince / Distrito de La Victoria
A partir de dicho cruce, la vía entra en el límite de los distritos de Lince y La Victoria. Después, en el cruce con la avenida de las Américas se construirá un viaducto. El siguiente puente importante es el de la avenida Canadá, seguido por el de la avenida Javier Prado Este, en la urbanización Santa Catalina. Cuyo intercambio vial, es el segundo más extenso de la ciudad en el que destaca el Edificio Interbank. Este edificio marca el inicio de la zona financiera de la ciudad, y a la vez, el fin del distrito de La Victoria. 

### Distrito de San Isidro
En el cruce con la avenida Javier Prado Este, la vía se adentra en el distrito de San Isidro. En este punto, la vía dirige su trazo hacia el suroeste. Asimismo, en este cruce se ubica un puente paradero. Después, el puente paradero más destacable es el de la avenida Enrique Canaval y Moreyra. Al llegar a este cruce, se levanta el Edificio Petroperú, considerado uno de los más altos del país. El siguiente puente paradero es el de la avenida Andrés Aramburú. En esta intersección, se encuentran los edificios de la Secretaría General de la Comunidad Andina de Naciones y Radio Programas del Perú (RPP).

### Distrito de Miraflores / Distrito de Surquillo
Asimismo, en este cruce, la vía entra en los límites de los distritos de Miraflores y Surquillo. Al mismo tiempo, que la vía dirige su trazo hacia el sur. En este tramo, resaltan los puentes de las avenidas Domingo Orué, Angamos Este y Ricardo Palma.

### Distrito de Miraflores
En el cruce con la avenida Ricardo Palma, la vía se adentra totalmente en el distrito de Miraflores. En este tramo, destacan los puentes paraderos de la avenida Alfredo Benavides (donde destaca el histórico Parque Reducto n.º 2) y el de la avenida Miraflores (también llamada 28 de Julio). Todos sirven como paradero de transporte público, mas no son los únicos.

### Distrito de Barranco
En el cruce con la avenida Tejada, la vía ingresa al distrito de Barranco. En esta intersección, la vía dirige su trazo hacia el sureste. Asimismo, en este punto, la vía expresa muestra su última salida que conecta a la Quebrada de Armendáriz hacia el Circuito de Playas de la Costa Verde, para luego confluir en la avenida República de Panamá, cuya avenida, paradójicamente, nace del Paseo de la República en el intercambio vial de su intersección con la avenida Javier Prado Este, en el distrito de San Isidro.

## Prolongación Paseo de la República
| Prolongación Paseo de la República | Prolongación Paseo de la República                                                                      |
| Datos de la Ruta                   | Datos de la Ruta                                                                                        |
| ---------------------------------- | --- |
| Nombre anterior                    | Panamericana Sur                                                                                        |
| Otros datos                        | |
| Distritos que une                  | Chorrillos                                                                                              |
| Avenidas que corta                 | Avenida Fernando Terán, avenida Ariosto Matellini, avenida Defensores del Morro, avenida Guardia Civil. |
| Estaciones del Metropolitano       | Fernando Terán Rosario de Villa Terminal Matellini                                                      |
| Orientación                        | |
| • Norte                            | Avenida Escuela Militar                                                                                 |
| • Sur                              | Avenida Defensores del Morro                                                                            |

### Recorrido
En el distrito de Chorrillos, entre las avenidas Fernando Terán y Las Gaviotas, el tramo de la avenida Escuela Militar es continuado por la Prolongación Paseo de la República. En sus últimas cuadras, el tramo es superpuesto por la avenida Las Gaviotas, finalizando en el Óvalo de La Curva, en el cruce con las avenidas Guardia Civil y Defensores del Morro.